# Шмидт, Ирмин
Ирмин Шмидт (нем. Irmin Schmidt; 29 мая 1937, Берлин) — немецкий композитор, певец, дирижёр.

## Биография
Окончил консерваторию в Дортмунде, зальцбургский Моцартеум и музыкальный институт в Кёльне. Ученик композитора Карлхайнца Штокхаузена.
Начинал с работы дирижёра в Венском и Бохумском симфонических оркестрах и основанном в 1962 году Дортмундском ансамбле Новой музыки. В качестве дирижёра получил несколько премий. Также работал капельмейстером городского театра Аахена, преподавателем музыки в актёрской школе Бохума; выступал с фортепианными концертами.
Однако, значительно бо́льшую известность Ирмин Шмидт получил, как один из основателей (в 1968 году) и участник немецкого краут-рок коллектива Can. После распада Can, Шмидт записал несколько сольных альбомов, музыку к многим кинофильмам. Также является автором оперы по книге Мервина Пика «Горменгаст».
Жена Ирмина, Хильдегард Шмидт, является менеджером группы Can и звукозаписывающего лейбла Spoon Records с 1970-х годов.

## Дискография

### В составе Can
- См. дискографию Can

### Сольные альбомы Ирмина Шмидта
- Film Music vols.1&2 (Spoon 1980)
- Toy Planet (с Bruno Spörri) (1981)
- Film Music vol.3 (Spoon 1981)
- Film Music vol.4 (Spoon 1983)
- Rote Erde (Teldek 1983)
- Herr Schmidt (1985)
- Musk at Dusk (1987)
- Film Music vol.5 — Reporter (VRG 1987)
- Impossible Holidays (WEA 1991)
- Anthology — Soundtracks 1978—1993 (3 Cd boxset) (1995)
- Gormenghast (1999)
- Masters Of Confusion (с Kumo) (2001)
- Axolotl Eyes (с Kumo) (2008)
- Villa Wunderbar (2013)